# Бактеріальне зараження

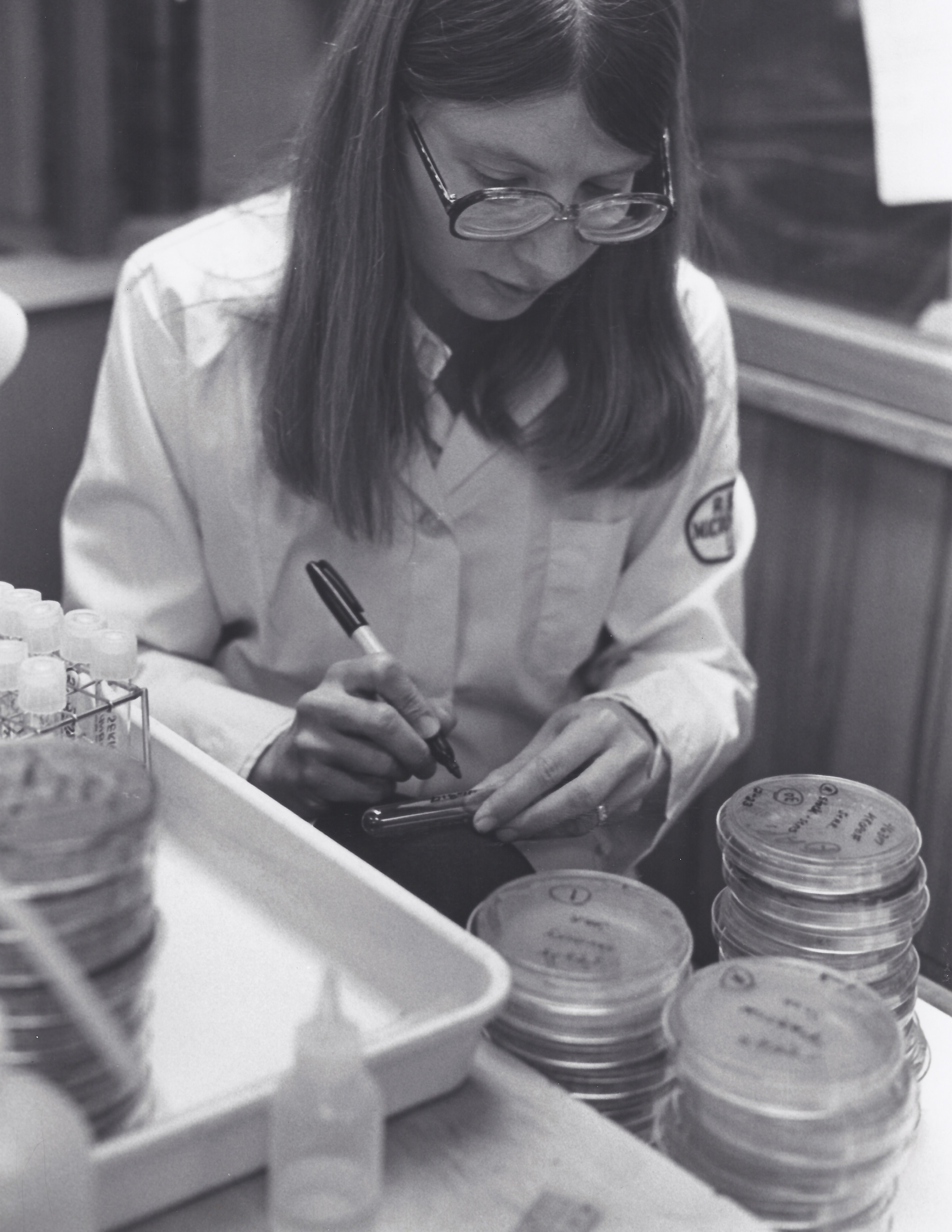
Імунологічні дослідження крові, лабораторна культура бактерій або мікро-матричний аналіз експресії генів, можуть підтвердити, бактеріальна чи вірусна причина захворювання.

Бактеріальне зараження — активне або пасивне проникнення бактерій в рослину, тварину чи людину, розмноження їх там і відповідь організму, яка зазвичай виникає після закінчення інкубаційного періоду, у вигляді бактеріального захворювання, яке також називають бактеріальною інфекцією.
Бактерії можуть потрапляти з навколишнього середовища, наприклад, через дихання або їжу. У людини особливо часто уражаються слизові оболонки дихальних шляхів і травної системи. Органом із найвищою частотою бактеріальних інфекцій є власне шкіра, через її становище як межового органу.
Багато бактеріальних інфекцій нешкідливі, але залежно від мікроба і, перш за все, з огляду на місце проникнення та імунітету, вони також можуть бути дуже небезпечними.

## Механізми передачі інфекції
Бактерії можуть діставатися до свого хазяїна різними механізмами передачі інфекції, наприклад, внаслідок фекального забруднення їжі та води або у разі повітряно-крапельної передачі через повітря. 
Якщо імунна система ослаблена, нормальна флора кишки може призвести до так званої опортуністичної інфекції.
Проникнення відбувається повторно:
- якщо природні перешкоди (шкіра, слизові оболонки) неушкоджені, вони спочатку активні через видоспецифічну адгезію (прилипання) бактерій до рецепторів їхніх цільових структур за допомогою так званих адгезинів;
- пасивні на пошкоджених бар'єрах.

## Список патогенних для людини бактерій
- Стрептококи:

- Streptococcus mutans, Streptococcus sobrinus[en] і Streptococcus salivarius[en] як причини карієсу

- Streptococcus pneumoniae з пневмонією, синуситом, середнім отитом, мастоїдитом, бактеріальним ендокардитом

- Streptococcus pyogenes з можливими захворюваннями: імпетиго, бешихове запалення, флегмона, синусит, середній отит, тонзиліт; скарлатина; сепсис, септичний шок, некротичний фасціїт

- Viridans streptococci з бактеріальним ендокардитом (endocarditis lenta)

- Стафілококи:

- Стафілокок золотистий викликає інвазивні інфекції, як-от фурункули, карбункули, імпетиго, ранові інфекції, синусит, середній отит, сепсис, септичний шок, ендокардит (після заміни серцевого клапана), остеомієліт, бактеріальний артрит, пневмонія

- Коагулазонегативні стафілококи: Staphylococcus epidermidis і Staphylococcus saprophyticus як опортуністи нормальної флори шкіри та слизових оболонок

- Staphylococcus intermedius як коменсалізм, особливо на шкірі відхідної області, є факультативним збудником піодермії, зовнішнього отиту, піометри та ранових інфекцій.

- Ентерококи ([факультативно патогенні] інфекції сечовивідних шляхів, сепсис та ендокардит)

- Ентеробактерії:

- Кишкова паличка (різні інфекції поза кишкою [можливо, патогенні], як-от зараження сечовивідних шляхів, перитоніт або менінгіт)

- Ентерогеморагічна кишкова паличка (безсимптомна [можливо патогенна]) або гастроентерит аж до ентерогеморагічного коліту, або навіть гемолітико-уремічного синдрому (ГУС)

- Ентероагрегативна Кишкова паличка ([факультативний збудник] діарея та діарея мандрівників)

- Serratia marcescens ([факультативний патоген] у осіб з ослабленим імунітетом: інфекції сечовивідних шляхів, сепсис, пневмонія, ендокардит, менінгіт, остеомієліт)

- Клебсієла

- Haemophilus influenzae з синуситом,

- Рикетсії

- Candidatus Neoehrlichia mikurensis

- Легіонелли

- Мікобактерії

- Мікоплазма

- Уреаплазма

- Neisseria (менінгіт, синдром Вотергауза-Фредеріксена, гонорея)

- Pseudomonas

- Бордетела (кашлюк)

- Коринебактерії:

- Corynebacterium diphtheriae (дифтерія)

- Corynebacterium minutissimum (ерітразма)

- Хламідіоз

- Кампілобактерії, збудники діарейних захворювань:

- Campylobacter coli

- Campylobacter jejuni

- Протей

- Сальмонела

- Шигели

- Єрсинія

- Вібріони

- Клостридії

- Лістерія

- Хвороба Лайма

- Treponema pallidum (сифіліс)

- Бруцела

- Туляремія

- Лептоспіри[3]

## Клінічні прояви
Звичайні симптоми будь-якої інфекції, незалежно від того, чи є причиною тварина, грибок, бактерія або вірус:
- Гарячка;

- Кашель і чхання;

- Тілесний біль;

- Втома/виснаження;

- Нудота і блювота;

- Місцевий набряк.

### Відмінності бактеріальних заражень від вірусних
- Біль, зокрема, більш зосереджений (наприклад, лише в одному вусі, лише в одному оку, дужче з одного боку, ніж з іншого…);

- Бактерії виробляють різні токсини, які можна визначити на місці;

- Відтінок мокротиння зазвичай темніший, жовтуватий або навіть зеленкуватий;

- Гарячка, переважно, вище і непостійна протягом дня;

- Може утворювати абсцеси (набряки з гноєм);

- Вони, здебільшого, тривають довше і з часом погіршуються.

## Лікування
Основна відмінність між бактеріальними та вірусними зараженнями полягає в тому, що бактеріальні інфекції можна лікувати антибіотиками. Вони класифікуються як бактерицидні, якщо вони вбивають бактерії, або бактеріостатичні, якщо вони просто запобігають росту бактерій. Існує багато видів антибіотиків, і кожен клас пригнічує процес, який відрізняється від збудника, виявленого в хазяїні. Наприклад, антибіотики хлорамфеніколу та тетрацикліну інгібують бактеріальну рибосому, але не еукаріотичну (тваринну клітину) рибосому, тому вони мають більш вибіркову токсичність.
Невідповідне використання антибіотиків як у людей, так і у домашніх тварин, може сприяти швидкому розвитку резистентності бактерій до антибіотиків. Бактеріофаги також можна використовувати для лікування певних типів бактеріальних інфекцій.

## Профілактика
Інфекціям можна запобігти за допомогою антисептичних заходів, як-от стерилізація шкіри перед проколюванням голкою шприца та належний догляд за катетерами. Хірургічні та стоматологічні інструменти також стерилізують для запобігання бактеріальної інфекції. Дезінфікувальні засоби, наприклад хлор, використовуються для знищення бактерій та інших патогенних організмів на поверхнях, щоб попередити забруднення та ще більше знизити ризик зараження. М'ясо, молоко, яйця та страви з них, треба готувати за температури вище 73 °C протягом декількох хвилин.